# Carapelhos
Carapelhos é uma povoação portuguesa sede da Freguesia de Carapelhos do Município de Mira, freguesia com 3,92 km² de área e 656 habitantes (censo de 2021), tendo, por isso, uma densidade populacional de 167,3 hab./km².
A Freguesia de Carapelhos situa-se a nascente do Município de Mira, limitada por esse lado pela freguesia de Fonte de Angeão, do Município de Vagos; a sul pela freguesia de Corticeiro de Cima, Município de Cantanhede; a poente pela freguesia de Mira e a norte pela freguesia do Seixo, também do Município de Mira.

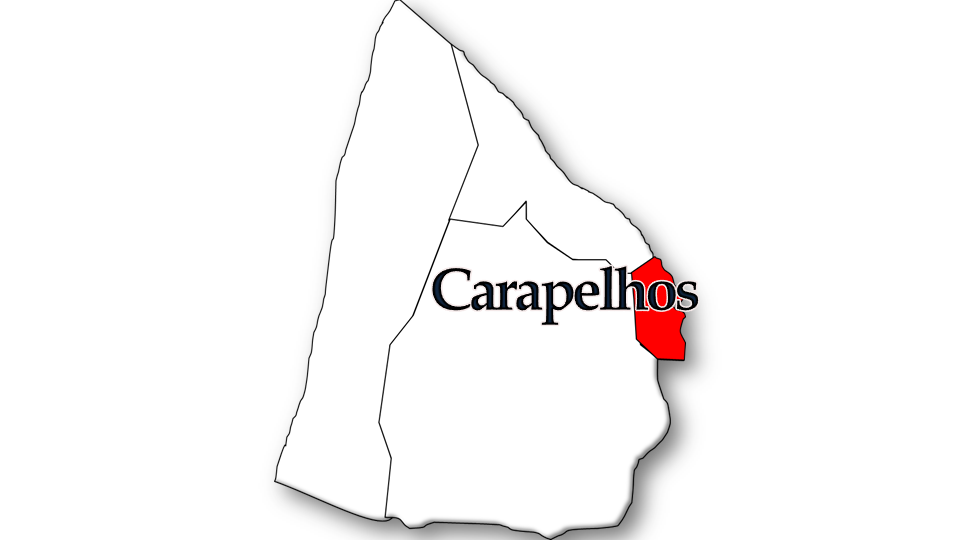
Localização da freguesia no Município de Mira

A freguesia foi criada em 31 de dezembro de 1984, pelo Dec. Lei n.º 57/84. A sua sede dista cerca de 6 km da sede do município e é constituída pelas povoações de Carapelhos e Corticeiro de Baixo.

## Demografia
A população registada nos censos foi:

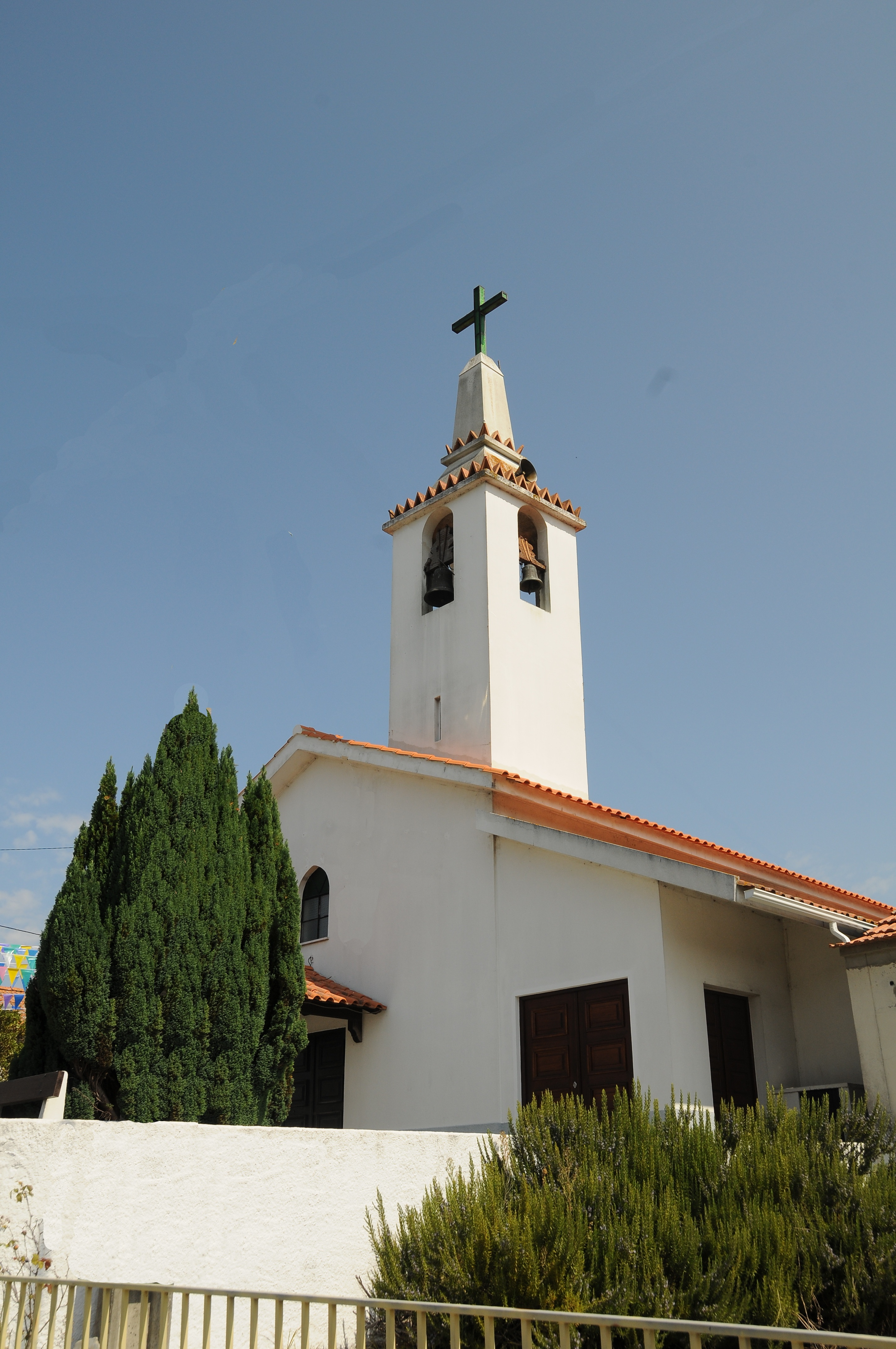
A capela de São Bento no Corticeiro de Baixo.

| Distribuição da População por Grupos Etários | Distribuição da População por Grupos Etários | Distribuição da População por Grupos Etários | Distribuição da População por Grupos Etários | Distribuição da População por Grupos Etários |
| -------------------------------------------- | -------------------------------------------- | -------------------------------------------- | -------------------------------------------- | -------------------------------------------- |
| Ano                                          | 0-14 Anos                                    | 15-24 Anos                                   | 25-64 Anos                                   | > 65 Anos                                    |
| 2001                                         | 146                                          | 128                                          | 360                                          | 132                                          |
| 2011                                         | 106                                          | 83                                           | 381                                          | 147                                          |
| 2021                                         | 84                                           | 60                                           | 326                                          | 186                                          |

## Economia
Em termos económicos, a população desta Freguesia dedica-se sobretudo à agricultura. Cerca de 80% das pessoas depende direta ou indiretamente da cultura dos grelos do nabo. A pouca indústria existente está ligada à transformação de madeiras e caixilharia em alumínios; o comércio é reduzido e está relacionado com a produção agrícola.
Está aqui sediada a Confraria Nabos & Companhia, uma organização gastronómica que se dedica à promoção e divulgação dos nabos e grelos.

## Património
- Capela de Nossa Senhora da Conceição
- Capela de São Bento (Corticeiro de Baixo)
- Monumento à Casa Gandaresa (Rua da Floresta)
- Fonte de São Bento (Corticeiro de Baixo)
- Varandas de São Bento (Corticeiro de Baixo)